# Distretto di Corongo
Il distretto di Corongo è un distretto del Perù nella provincia di Corongo (regione di Ancash) con 1.824 abitanti al censimento 2007 dei quali 1.319 urbani e 505 rurali.
È stato istituito il 2 gennaio 1857.